# アントニオ・バルガス
アントニオ・バルガス（Antonio Vargas、1996年8月15日 - ）は、アメリカ合衆国のプロボクサー。テキサス州ヒューストン出身。現WBA世界バンタム級王者。

## 来歴
2016年12月15日、ボブ・アラムのトップランクと契約。
2024年2月24日、WBAからWBA世界バンタム級王者の井上拓真とバルガスの間での指名試合を指令した
2024年12月13日、フロリダ州オーランドのカリブ・ロイヤルでWBA世界バンタム級王者堤聖也の指名挑戦者が不透明になった事に伴い設置されたWBA世界バンタム級暫定王座決定戦をWBA世界バンタム級9位のウィンストン・ゲレーロと行い、レフェリーストップで10回2分10秒TKO勝ちを収め暫定ながら初の世界王座獲得に成功した。
2025年3月26日、WBAはWBA世界バンタム級王者の堤聖也と暫定王者のバルガスとの団体内王座統一戦を指令した。交渉期間は同年4月25日までで、合意に達しなければ入札を指示した。しかし、同年5月13日に堤が2年前から抱えていた左目の病気の治療のために手術を行ったことを自身のSNSで公表、これにより同年7月に行われる団体内王座統一戦への出場が困難となり堤は同年5月17日付で休養王座に認定され、それに伴いWBAはバルガスを同日付で暫定王座からレギュラー王座に昇格させた。
2025年6月、ボックスラボと共同プロモーションの形でエディー・ハーンのマッチルーム・スポーツ・USAと契約、これまではジェイク・ポールのMVPプロモーションと試合毎の契約を結んでいた。
2025年7月30日、神奈川の横浜BUNTAIにて、元WBC世界フライ級王者でWBA世界バンタム級2位の比嘉大吾との初防衛を行い、4回に左フックでダウンを奪われるも、12回にダウンを奪い返し、12回0-0（113-113×3）によるドローで初防衛を果たした。試合は日本ではU-NEXT、アメリカ及びイギリスはDAZNにて配信された。

## 戦績
- プロボクシング：22戦 19勝 (11KO) 1敗 1分 1無効試合

| 戦           | 日付           | 勝敗 | 時間     | 内容    | 対戦相手                               | 国籍           | 備考                                           |
| ------------ | -------------- | ---- | -------- | ------- | -------------------------------------- | -------------- | ---------------------------------------------- |
| 1            | 2017年2月24日  | ☆    | 1R 1:48  | TKO     | ジョナサン・デ・ラ・パス               | プエルトリコ   | プロデビュー戦                                 |
| 2            | 2017年4月21日  | ☆    | 1R 1:52  | KO      | エミリオ・リベラ                       | プエルトリコ   |                                                |
| 3            | 2017年7月7日   | ☆    | 6R       | 判定3-0 | レオナルド・レイジェス・レオン         | メキシコ       |                                                |
| 4            | 2017年10月13日 | ☆    | 2R 1:11  | TKO     | ミゲル・アンヘル・レブロサ             | メキシコ       |                                                |
| 5            | 2017年11月3日  | ☆    | 6R       | 判定3-0 | ジョナサン・ガルサ                     | アメリカ合衆国 |                                                |
| 6            | 2018年2月23日  | ☆    | 6R       | 判定3-0 | ルイス・フェルナンド・サーべドラ       | メキシコ       |                                                |
| 7            | 2018年7月28日  | ☆    | 6R       | 判定3-0 | アーロン・エチェベステ・ロペス         | メキシコ       |                                                |
| 8            | 2018年9月28日  | ☆    | 6R       | 判定3-0 | フェリペ・リバス                       | メキシコ       |                                                |
| 9            | 2018年11月16日 | ☆    | 8R       | 判定3-0 | ホルへ・ペレス                         | アメリカ合衆国 | NABF北米バンタム級ジュニア王座決定戦           |
| 10           | 2019年2月22日  | ☆    | 2R 2:08  | KO      | ルーカス・ラファエル・バエス           | アルゼンチン   |                                                |
| 11           | 2019年5月25日  | ★    | 1R 1:53  | KO      | ホセ・マリア・カルデナス               | メキシコ       |                                                |
| 12           | 2019年11月23日 | ☆    | 1R 2:38  | KO      | シルベスター・カナラス                 | ハンガリー     |                                                |
| 13           | 2020年2月21日  | ☆    | 6R       | 判定3-0 | ファン・センテノ                       | ニカラグア     |                                                |
| 14           | 2022年7月23日  | ☆    | 4R 1:24  | TKO     | ダニエル・アルベルト・コロネル         | アルゼンチン   |                                                |
| 15           | 2022年8月21日  | ☆    | 5R 2:38  | TKO     | サムエル・グティエレス・エルナンデス   | メキシコ       |                                                |
| 16           | 2022年10月15日 | ☆    | 3R 2:59  | TKO     | ヘスス・マルティネス                   | コロンビア     |                                                |
| 17           | 2023年2月25日  | ☆    | 6R 2:38  | TKO     | ミシェル・バンケス                     | ベネズエラ     |                                                |
| 18           | 2023年5月12日  | －   | 3R       | NC      | フランシスコ・ペドロサ・ポルティージョ | メキシコ       |                                                |
| 19           | 2023年10月27日 | ☆    | 10R      | 判定3-0 | エルナン・マルケス                     | メキシコ       |                                                |
| 20           | 2024年2月24日  | ☆    | 8R 終了  | TKO     | ジョナサン・ロドリゲス                 | アメリカ合衆国 | WBA世界バンタム級挑戦者決定戦                  |
| 21           | 2024年12月13日 | ☆    | 10R 2:10 | TKO     | ウィンストン・ゲレーロ                 | ニカラグア     | WBA世界バンタム級暫定王座決定戦→正規王座に認定 |
| 22           | 2025年7月30日  | △    | 12R      | 判定0-0 | 比嘉大吾（志成）                       | 日本           | WBA防衛1                                       |
| テンプレート |                |      |          |         |                                        |                |                                                |

## 獲得タイトル
- NABFバンタム級ジュニア王座
- WBA世界バンタム級暫定王座（防衛0=正規王座に認定）
- WBA世界バンタム級王座（防衛1）